# Relation d'aide en soins infirmiers
La relation d'aide en soins infirmiers désigne les processus par lesquels l'infirmier va pouvoir prendre le rôle d'aidant auprès d'une personne en difficulté afin de l'aider à surmonter une crise. Elle se différencie de l'aspect relationnel en soins infirmiers.

## Définition
Pour un professionnel, la relation d'aide est avant tout un savoir être. La relation est centrée sur la personne en demande ou en souffrance. Elle permet de l'accompagner dans son parcours de vie. Il ne s'agit pas de trouver ou d'apporter les solutions, mais plutôt de cheminer et d'aider la personne à trouver par elle-même sa solution. La relation d'aide est une forme d'accompagnement, même si parfois elle nécessite des interventions plus marquées. En fonction de l'expérience et des observations chez la personne, le savoir-être permettra d'intervenir ou non selon un jugement clinique.
Le point culminant de la relation d'aide est de reconnaître le ressenti de la personne soignée : reconnaître ses affects, ses émotions, c'est la reconnaître en tant qu'être humain. Selon Hildegard Peplau, la relation d'aide est un système de liens révélant chez une personne, une représentation de son monde et un processus d'intégration de ses besoins. Le but de la relation d'aide est d'identifier la représentation, le modèle du monde de la personne. Dans une perspective interactionniste, les besoins de l'infirmier vont s'articuler à ceux de la personne soignée ; le lien va permettre un développement et une croissance pour chacun des deux : la personne soignée et l'infirmier.

### Objectifs
- Selon Hélène Lazure, la relation d'aide vise l'un ou l'autre des objectifs suivants chez la personne aidée[2] :
  - traverser une épreuve
  - résoudre une situation de vie actuelle ou potentiellement problématique
  - trouver un fonctionnement personnel plus satisfaisant
  - détecter le sens de l'existence

- Selon Carl Rogers, ce sont des relations dans lesquelles, l'un au moins des deux protagonistes cherche à favoriser chez l'autre[3] :
  - la croissance
  - le développement
  - la maturité
  - le meilleur fonctionnement et une plus grande capacité d'affronter la vie
  - une appréciation plus grande des ressources latentes de l'individu
  - une plus grande possibilité d'expression
  - un meilleur usage fonctionnel de ses ressources

### Relation soignant/soigné
Voilà l'essence des soins infirmiers : la relation du professionnel de la santé et d'une personne. Tout naît de cette rencontre. La relation d'aide est le fil conducteur des soins infirmiers, la base de la confiance que le soigné met dans le soignant.
Il s'agit d'une relation bilatérale, et non unilatérale avec d'un côté le professionnel qui sait tout (ou pas) et de l'autre la personne soignée qui reçoit passivement. La réalité est bien plus complexe. Nous ne devons jamais oublier ce point : c'est la personne qui nous demande de l'aide qui sait mieux que quiconque (de manière consciente ou inconsciente) quel est son problème. C'est pourquoi l'écoute est fondamentale. La relation d'aide nécessite des compétences spécifiques afin de répondre au plus près des besoins de la personne malade.

### Compétences infirmières
- la disponibilité en tant qu'attitude mentale
- l'écoute silencieuse et l'écoute active
- la maîtrise d'outils de communication
- une connaissance de soi avancée
- une attitude empathique
- l'authenticité (ou congruence)
- la reformulation
- l'utilisation de pronom personnel, le « je » quand nous nous adressons à notre interlocuteur
- les interventions exploratrices : utilisation de questions ouvertes
- respecter le silence de la personne si tel est son désir, mais également savoir briser les silences trop lourds de sens
- les interventions affectives : l'aide à la verbalisation, aider la personne à trouver les mots pour exprimer ce qu'elle ressent
- repérer et identifier les affects chez l'autre

### Difficultés
Les situations problématiques qui représentent parfois un frein à la relation d'aide :
- l'organisation des soins et la charge de travail
- l'absence d'objectifs déterminés avec la personne soignée
- la non-reconnaissance de l'aspect relationnel des soins, autant par les professionnels de santé que par les institutions
- l'absence de formalisation et de traces de la démarche relationnelle (dans les transmissions ciblées notamment)
- la confusion des termes et concepts tournant autour de la relation d'aide
- la méconnaissance de ce rôle par les autres professionnels
- la méconnaissance de ce rôle par le public
- le manque de compétences des soignants à la relation d'aide et la nécessité de formation
- l'absence de travail sur soi de la part du professionnel, la méconnaissance de soi

## Diagnostics infirmiers prévalents
Sont prévalents en relation d'aide les diagnostics infirmiers suivants :
- Angoisse face à la mort
- Anxiété
- Automutilation
- Chagrin (deuil) chronique
- Communication verbale altérée
- Conflit décisionnel
- Conflit face au rôle parental
- Confusion aiguë
- Confusion chronique
- Déni non constructif
- Désorganisation comportementale chez le nouveau-né/nourrisson
- Détresse spirituelle
- Deuil anticipé
- Deuil dysfonctionnel
- Diminution chronique de l'estime de soi
- Diminution situationnelle de l'estime de soi
- Douleur aiguë
- Douleur chronique
- Dynamique familiale dysfonctionnelle: alcoolisme
- Dynamique familiale perturbée
- Dysfonctionnement sexuel
- Errance
- Exercice du rôle parental perturbé
- Exercice du rôle perturbé
- Habitudes sexuelles perturbées
- Identité personnelle perturbée
- Image corporelle perturbée
- Interactions sociales perturbées
- Isolement social
- Mécanismes de protection inefficaces
- Motivation à améliorer l'exercice du rôle parental
- Motivation à améliorer la dynamique familiale
- Motivation à améliorer le concept de soi
- Motivation à améliorer sa communication
- Négligence de l'hémicorps
- Perte d'élan vital
- Perte d'espoir
- Peur
- Risque d'automutilation
- Risque de deuil dysfonctionnel
- Risque de diminution situationnelle de l'estime de soi
- Risque de perturbation dans l'exercice du rôle parental
- Risque de perturbation de l'attachement parent-enfant
- Risque de sentiment d'impuissance
- Risque de sentiment de solitude
- Risque de suicide
- Risque de syndrome post-traumatique
- Risque de tension dans l'exercice du rôle de l'aidant naturel
- Risque de violence envers les autres
- Risque de violence envers soi
- Sentiment d'impuissance
- Stratégies d'adaptation défensives
- Syndrome d'inadaptation à un changement de milieu
- Syndrome d'interprétation erronée de l'environnement
- Syndrome du traumatisme de viol
- Syndrome post-traumatique
- Tension dans l'exercice du rôle de l'aidant naturel

## Cadre réglementaire
En France, le cadre réglementaire de la relation d'aide se réfère au code de la santé publique, livre III Auxiliaires médicaux - Profession d'infirmier, chapitre 1er, section 1, Actes professionnels ou décret n°2004-802 du 29 juillet 2004, article R. 4311-5 :
- 40° Entretien d'accueil privilégiant l'écoute de la personne avec orientation si nécessaire ;
- 41° Aide et soutien psychologique ;
- 42° Observation et surveillance des troubles du comportement.

Et l'article 4311-6 :
Dans le domaine de la santé mentale, outre les actes et soins mentionnés à l'article R. 4311-5, l'infirmier ou l'infirmière accomplit les actes et soins suivants :
- 1° Entretien d'accueil du patient et de son entourage ;
- 2° Activités à visée sociothérapeutique individuelle ou de groupe ;
- 3° Surveillance des personnes en chambre d'isolement ;
- 4° Surveillance et évaluation des engagements thérapeutiques qui associent le médecin, l'infirmier ou l'infirmière et le patient.